# Ракша (Україна)
Ра́кша — село Криворізької сільської громади Покровського району Донецької області, Україна. Населення становить 50 осіб (станом на 2001 рік). Село розташоване на заході Добропільського району, за 5,9 кілометра від районного центру.

## Географія
Село Ракша лежить за 5,9 км на захід від районного центру, фізична відстань до Києва — 493,9 км.

## Населення
Станом на 1989 рік у селі проживала 61 особа, серед них — 25 чоловіків і 36 жінок.
За даними перепису населення 2001 року у селі проживали 50 осіб. Рідною мовою назвали:
| Мова       | Кількість осіб | Відсоток |
| ---------- | -------------- | -------- |
| українська | 49             | 98,00 %  |
| російська  | 1              | 2,00 %   |

## Відомі уродженці
- Лебідь Тетяна Григорівна — мати п'яти дітей, «Мати героїня»[7]